# АЕС Шо
АЕС Шо (фр. Centrale nucléaire de Chooz) — атомна електростанція, розташована на території комуни Шоо в департаменті Арденни, на березі Маасу між Шарлевіль-Мезьєром (55 км вище за течією) і Дінаном (в 25 км нижче за течією). АЕС має 3 енергоблоки, оснащених водо-водяними реакторами N4 електричною потужністю 1 560 МВт. 
Персонал АЕС становить близько 700 співробітників. Експлуатуючою організацією АЕС Шо є L'électricité de France.

## Інформація по енергоблоках
| Енергоблок     | Тип реакторів | Потужність | Потужність | Початок будівництва | Підключення до мережі | Введення в експлуатацію | Закриття   |
| Енергоблок     | Тип реакторів | Чиста      | Брутто     | Початок будівництва | Підключення до мережі | Введення в експлуатацію | Закриття   |
| -------------- | ------------- | ---------- | ---------- | ------------------- | --------------------- | ----------------------- | ---------- |
| Шо-А (Арденни) | PWR           | 305 МВт    | 320 МВт    | 01.01.1962          | 03.04.1967            | 15.04.1967              | 30.10.1991 |
| Шо-Б-1         | PWR (N4)      | 1500 МВт   | 1560 МВт   | 01.01.1984          | 30.08.1996            | 15.05.2000              |            |
| Шо-Б-2         | PWR (N4)      | 1500 МВт   | 1560 МВт   | 31.12.1985          | 10.04.1997            | 29.09.2000              |            |